# Cristian Vlad
Cristian Vlad (n. 18 februarie 1977) este un fost jucător de fotbal român, actualmente președinte executiv la clubul Petrolul Ploiești. Și-a făcut debutul în Liga I pentru Petrolul Ploiești pe data de 17 mai 1997 la un meci cu FC Brașov, câștigat de ploieșteni cu scorul de 4-2.

## Palmares
Dinamo București
- Liga I: 1999–00
- Cupa României: 1999-00, 2000–01

Astra Ploiești
- Liga a III-a: 2007–08

Petrolul Ploiești
- Liga a II-a: 2010–11